# Ніколя Вуйо
Ніколя Вуйо (фр. Nicolas Vouilloz, нар. 11 травня 2001, Шен-Бужрі, Швейцарія) — швейцарський футболіст, захисник клубу «Базель».

## Ігрова кар'єра

### Клубна
Ніколя Вуйо є вихованцем клубної академії «Серветта». 24 червня 2020 року у матчі чемпіонату Швейцарії проти «Сьйона» захисник дебютував на професійному рівні.
В зимове трансферне вікно 2024 року Вуйо перейшов до складу «Базеля», з яким підписав контракт на чотири роки. 21 січня Ніколя провів першу гру в новій команді.

### Збірна
В 2023 році в складі молодіжної збірної Швейцарії Ніколя Вуйо брав участь у молодіжному чемпіонаті Європи, що проходив в Румунії та Грузії. На турнірі футболіст провів три матчі.

## Титули і досягнення
- Чемпіон Швейцарії (1):

«Базель»:  2024-25
- Володар Кубка Швейцарії (1):

«Базель»: 2024-25